# Schesau
Schesau bezeichnet einen altägyptischen medizinischen Lehrtext.
Er diente ägyptischen Ärzten (sunu) dazu, medizinisches Wissen an Schüler, Nachfolger oder andere Ärzte weiterzugeben. Wahrscheinlich handelt es sich hierbei um die älteste bekannte schriftliche Formulierung der Medizin als Wissenschaft.
Zu den bekanntesten ägyptischen Lehrtexten zählen die medizinischen Lahun-Papyri, das Wundenbuch des Papyrus Edwin Smith, sowie unter anderem das Magen- und Geschwulstbuch des Papyrus Ebers.

## Terminologie
Das Wort šs3.w ist abgeleitet von šs3, was so viel wie „kundig sein, kundig machen“ bedeutet. Der Begriff beschreibt somit Kunde oder Heilkunde und drückt die Absicht aus, Wissen an andere weiterzugeben. Der Terminus ist auch mit dem heutigen Wort Information vergleichbar.

## Aufbau

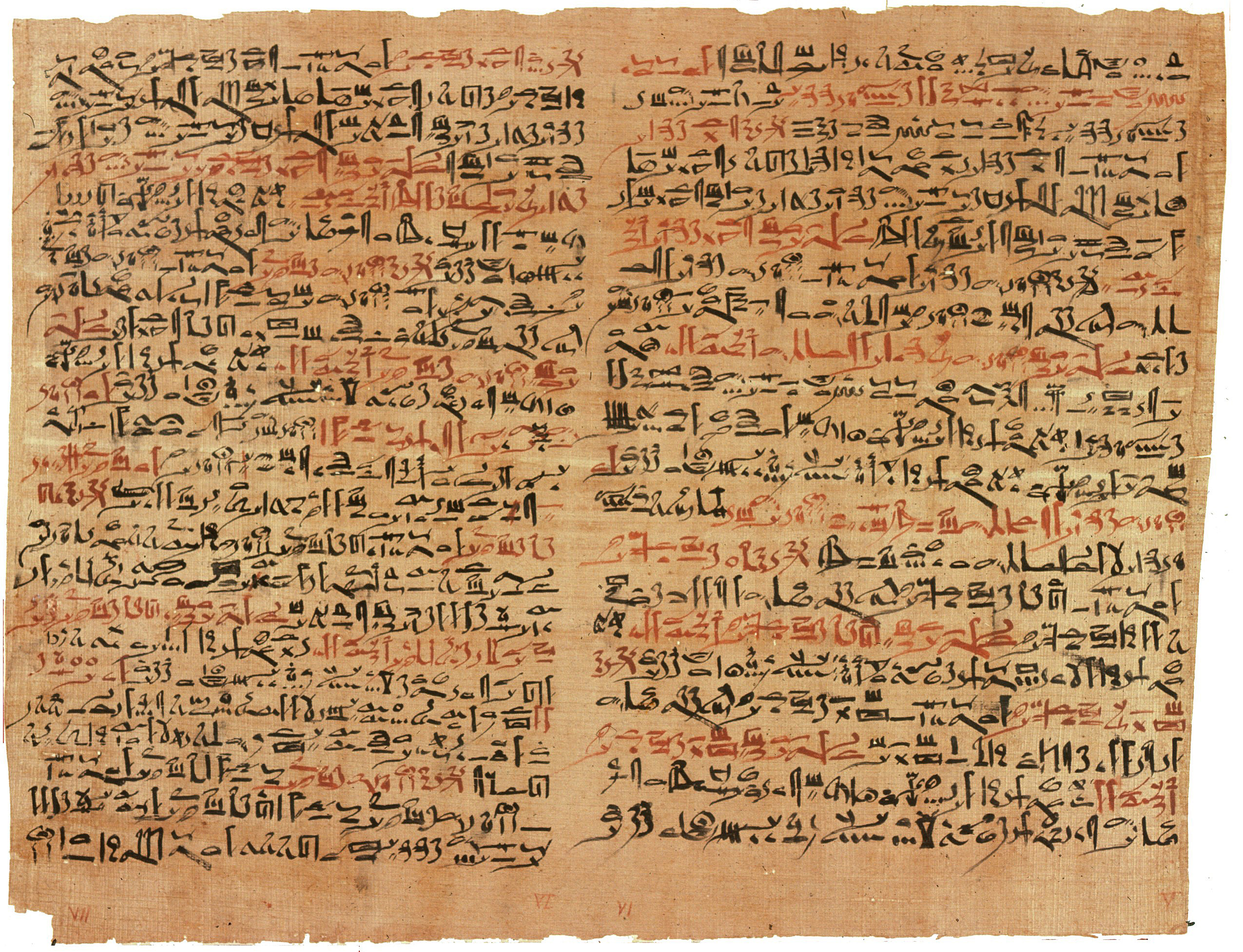
Wundenbuch des Papyrus Edwin Smith. Die rote Schrift verdeutlicht den Anfang eines jeden Gliederungsabschnittes.

Die Lehrtexte waren üblicherweise nach demselben Schema aufgebaut, traten in der Praxis jedoch häufig verkürzt auf.
Die Gliederung wurde im Text selbst mit roter Tinte hervorgehoben (Rubrum).
Ein typischer vollständiger Lehrtext war folgendermaßen aufgebaut:
Überschrift
Im Gegensatz zu üblichen Texten war die Überschrift nur zweitrangig und konnte oftmals auch fehlen. War sie vorhanden, hatte sie die Form Heilkunde für die Krankheit X oder den Kranken Y.
Untersuchung
Die Untersuchung wurde mit den Worten „wenn du untersuchst“ oder ähnlichen Formulierungen eingeleitet. Auf die Worte „und (wenn) du findest“ folgte eine Aufzählung der Symptome. Diese waren entweder sofort sichtbar oder mussten durch Eingreifen des Arztes festgestellt werden, z. B. in dem er eine Wunde abtastete.
Diagnose
Die Diagnose begann mit den Worten „dann sollst du dazu sagen“ und fasste noch einmal zusammen, auf welche Krankheit die Symptome hinwiesen. Häufig wurde diese bereits in der Überschrift und in der Untersuchung genannt, in der Diagnose konnte jedoch noch eine genauere Spezifizierung erfolgen. Die Wiederholung des Krankheitsnamens könnte ein Relikt aus früherer Zeit sein, als die Heilpraktiken von Zauberhandlungen begleitet wurden und es erforderlich war, den Namen des Krankheitsdämons oder -gottes zu kennen, um ihn mit dem Zauber zu treffen.
Verdikt
Auf die Diagnose folgte das Verdikt (oder Prognose), das die Heilungsaussichten beurteilte und in drei Stufen auftrat:
- „Eine Krankheit, die ich behandeln werde.“
- „Eine Krankheit, mit der ich kämpfen werde.“
- „Eine Krankheit, die nicht behandelt wird.“

Therapie
Die Therapie enthielt den eigentlichen Rezept-Teil und wurde mit den Worten „dann sollst du machen“ eingeleitet. Das Rezept konnte aus einzunehmenden Mitteln, Klistieren oder Brechmitteln bestehen. Möglich waren auch Verbände oder Salben zum Einreiben. Chirurgische Maßnahmen konnten zum Einrenken oder Schienen von Knochen oder Aufschneiden/Ausbrennen von Geschwülsten und Geschwüren führen. Bei einigen Fällen wurden auch spezielle Behandlungen eingesetzt, wie z. B. das Einträufeln des Heilmittels mit Hilfe einer Geierfeder bei einer Augenverletzung. Die Behandlung endete oftmals mit dem Hinweis, dass der Patient nach einigen Tagen wieder gesund sein würde.
Glossen
Falls erforderlich, traten am Ende eines jeden Falles Glossen auf, die dazu dienten veraltete Wörter oder Ausdrücke näher zu erläutern und den damaligen Lesern verständlich zu machen. Eine typische Glosse war von der Form: „Was anbetrifft: A. - Das ist oder bedeutet: B“.
Alternativen und Besonderheiten
Traten Abweichungen vom Normalfall auf, folgte der Satz: „wenn du aber findest“, und der Ablauf der Untersuchung, die Diagnose, das Verdikt oder die Therapie konnten verändert werden. Auch normale Nachbehandlungen, die erneute Befunde und Diagnosen lieferten, wurden mit diesen Worten eingeleitet.